# グランピング
グランピング（英: Glamping）とは、グラマラス (glamorous) とキャンピング (camping) を掛け合わせた造語で、ホテル並みのサービスを野外で愉しむ魅力的なキャンプという意味である。

## 歴史
1100年代モンゴル帝国にその原型がある円形テントの『ゲル』が起源で、1600年代にテント内を豪華にするスタイルが欧州貴族階層で生まれた。1900年代に植民地サファリに行っても快適なキャンプ生活を過ごせるように改良したテントスタイルも生まれた。
2015年10月30日、日本初のグランピングリゾート 「星のや富士」が開業。2019年7月13日、スノーピークの最上級グランピングフィールドが長野白馬村の北尾根高原に開業。2022年4月15日、スノーピーク初“温浴施設”中心の複合リゾート「フィールド スイート スパ ヘッドクォーターズ」(FIELD SUITE SPA HEADQUARTERS)が新潟県三条市下田地区に開業。

## 市場規模
国内グランピング施設は約350施設×標準的な売上（1棟あたり年商600万円〉で、市場規模は150億円～200億円と推計。コテージやキャビン、トレーラー施設もあり、全国では1,000施設以上のため、市場規模は合計約650億円～約700億円と推計。

## 分類
- パオテント
- ドームテント
- インスタントハウス[9][10][11]
- トレーラーハウス・住箱・移動式居住ユニット[12] ・ムービングハウス
- コテージ・ヴィラ・バンガロー
- オフグリット型居住モジュール[13]

## 立地条件
- 国立公園・国定公園・都道府県立自然公園・国民休暇村・国民休養地
- 国営公園・県民の森・ジオパーク・エコパーク
- 国立青少年自然の家・少年自然の家・国立青少年交流の家・グリーンピア
- 牧場・海水浴場
- ゴルフ場・日帰り入浴施設・スーパー銭湯
- クロスカントリースキー場・スキー場
- 河川公園・ダム公園・釣り
- 棚田・日本の棚田百選・離島
- 星空観賞〈人口密度が低く、空気が乾燥していて綺麗で、標高の高いところにある施設〉
- トレッキング・ウォーキング・ジョギング・サイクリング・ナショナルサイクルルート・スカイランニング・トレイルランニング
- 日本百名山・日本二百名山・日本三百名山・花の百名山・新・花の百名山
- 併設型:既存の施設〈宿泊施設・温浴施設・レジャー施設など〉
- 単独型:集客機能〈自然・アクティビティを活かした非日常体験コンテンツ〉・収益機能〈グランピングテント〉

## 書籍
- 留田紫雲著『グランピング施設開業・運営 完全マニュアル』Dot Homes ISBN 978-4991234200 (2021年11月20日)
- 『絶景CAMP GUIDE (JTBのムック)』JTBパブリッシング ISBN 978-4533146879 (2021年10月18日)
- 『キャンプ場&グランピング完全ガイド (英和ムック) 』英和出版社 ISBN 978-4867300435 (2021年5月27日)
- 『グランピングBOOK 関東周辺 (昭文社ムック) 』昭文社 ISBN 978-4398292063(2019年4月9日)
- 『グランピング雑誌 Glamp（グランプ）』講談社 ISBN 978-4063899146〈2015年9月27日〉

## 運営会社
- スノーピーク[14]
- ニュー・グリーンピア津南
- PICAリゾート
- 星野リゾート「星のや富士」[15]
- リゾートグランピングドットコム[16]
- Dot Homes[17]
- にしがきマリントピアリゾート[18][19]
- デュラクスアウトドアリゾート[20]
- グランペディア[21]
- 株式会社カプセル[22]
- aaa
- グランピングに特化した検索・情報サイトGlamPicks[23]
- グランピングラボ[24]
- アウトドアリゾート「PICAリゾート」[25]
- キリンジ[26]
- 国内初、サラブレッド牧場とグランピングを融合した 体験型リゾートHaga Farm & Glamping[27]
- 余市ヴィンヤードグランピング [28]
- エコホテルinパタゴニア[29]
- 世界にはこんなにある！グランピングの種類[30]
- モンベル アウトドアヴィレッジ本山[31]
- モンベル五ケ山ベースキャンプ[32]
- グランピング予約情報サイト ワングランピング[33]

## 関係法規
- 建築基準法
- 旅館業法
- 消防法
- 食品衛生法・HACCP・食品リサイクル法
- 農地法・森林法
- 水道法・下水道法
- 浄化槽法
- 電気通信事業法
- ハザードマップ[34][35]

## 関連政策
| 省庁             | 関連政策 |
| ---------------- | --- |
| 内閣府           | 地方創生 棚田地域振興 指定棚田地域 国境離島 企業版ふるさと納税〈人材派遣型〉 |
| 総務省           | ふるさと納税 地域おこし協力隊 |
| 農林水産省       | 農業次世代人材投資資金 農泊 サトChef ジビエ 食品ロス・生ごみ 棚田地域の振興 耕作放棄地再生 農村型地域運営組織（農村RMO） 農地中間管理機構 人・農地プラン 次世代型農業支援サービス 農福連携 小水力発電 再生可能エネルギーの導入促進 食関連産業のデジタルトランスフォーメーション みどりの食料システム戦略 |
| 林野庁           | 木材の利用の促進について 木づかい運動でウッド・チェンジ！ 保安林・水源林・林業 森林環境税 国有林における森林レクリエーション |
| 経済産業省       | GXリーグ・水素・燃料電池 エコキュート・ヒートポンプ |
| 中小企業庁       | 事業再構築補助金 |
| 資源エネルギー庁 | なっとく！再生可能エネルギー 地熱発電 |
| 環境省           | 地中熱 国立公園満喫プロジェクト 国立公園オフィシャル パートナーシップ |
| 国土交通省       | 離島振興法・離島振興 河川総合開発事業 電線類地中化 浄化槽 ロードヒーティング・消雪パイプ・床暖房 道の駅・Pasar・EXPASA |
| 観光庁           | 観光圏 第2のふるさとづくりプロジェクト 「持続可能な観光」の取組 観光地域づくり法人（DMO） アドベンチャーツーリズムの推進 「アドベンチャー・トラベル・ワールド・サミット(ATWS)2023」 |